# 李桂林 (光緒進士)
李桂林（1839年—1910年），字子丹，直隸永平府臨榆縣（今河北省秦皇島市山海關區）人，清朝政治人物。

## 生平
同治六年丁卯科鄉試舉人，光緒二年丙子恩科進士，改翰林院庶吉士。光緒三年，授編修。光緒六年，任會試同考官。光緒七年，改國史館協修官。光緒九年，任國史館纂修官。光緒十一年，任貴州鄉試正考官。光緒十五年，任國史館總纂官。光緒十九年，任河南鄉試副考官。光緒二十年，任國史館提調官。光緒二十三年，任山東鄉試副考官。光緒二十四年，任山西大同府知府。
与吉林将军長順等合修纂《吉林通志》122卷。其诗作录入同年进士、正蓝旗汉军胡俊章辑《春明诗课汇选》。